# أنتوني جورج
أنتوني جورج (بالإنجليزية: Anthony George)‏ هو ممثل أمريكي، ولد في 29 يناير 1921 في إنديكوت في الولايات المتحدة، وتوفي في 16 مارس 2005 في شاطئ نيوبورت في الولايات المتحدة بسبب نفاخ رئوي.

## وصلات خارجية
- أنتوني جورج على موقع IMDb (الإنجليزية)
- أنتوني جورج على موقع أول موفي (الإنجليزية)
- أنتوني جورج على موقع قاعدة بيانات برودواي على الإنترنت (الإنجليزية)
- أنتوني جورج على موقع قاعدة بيانات الأفلام السويدية (السويدية)